# Klášter Ježíšův
Klášter Ježíšův (portugalsky Mosteiro de Jesus) je historická církevní stavba v Setúbalu v Portugalsku, která sloužila klášteru klarisek. Je to jedna z prvních staveb v manuelském stylu, portugalské verzi pozdní gotiky. V ambitech komplexu se nachází klášterní muzeum (Museu de Jesus). V roce 2013 prohlásila panevropská památková organizace Europa Nostra klášter za jednu ze sedmi nejohroženějších památek v Evropě.

## Dějiny

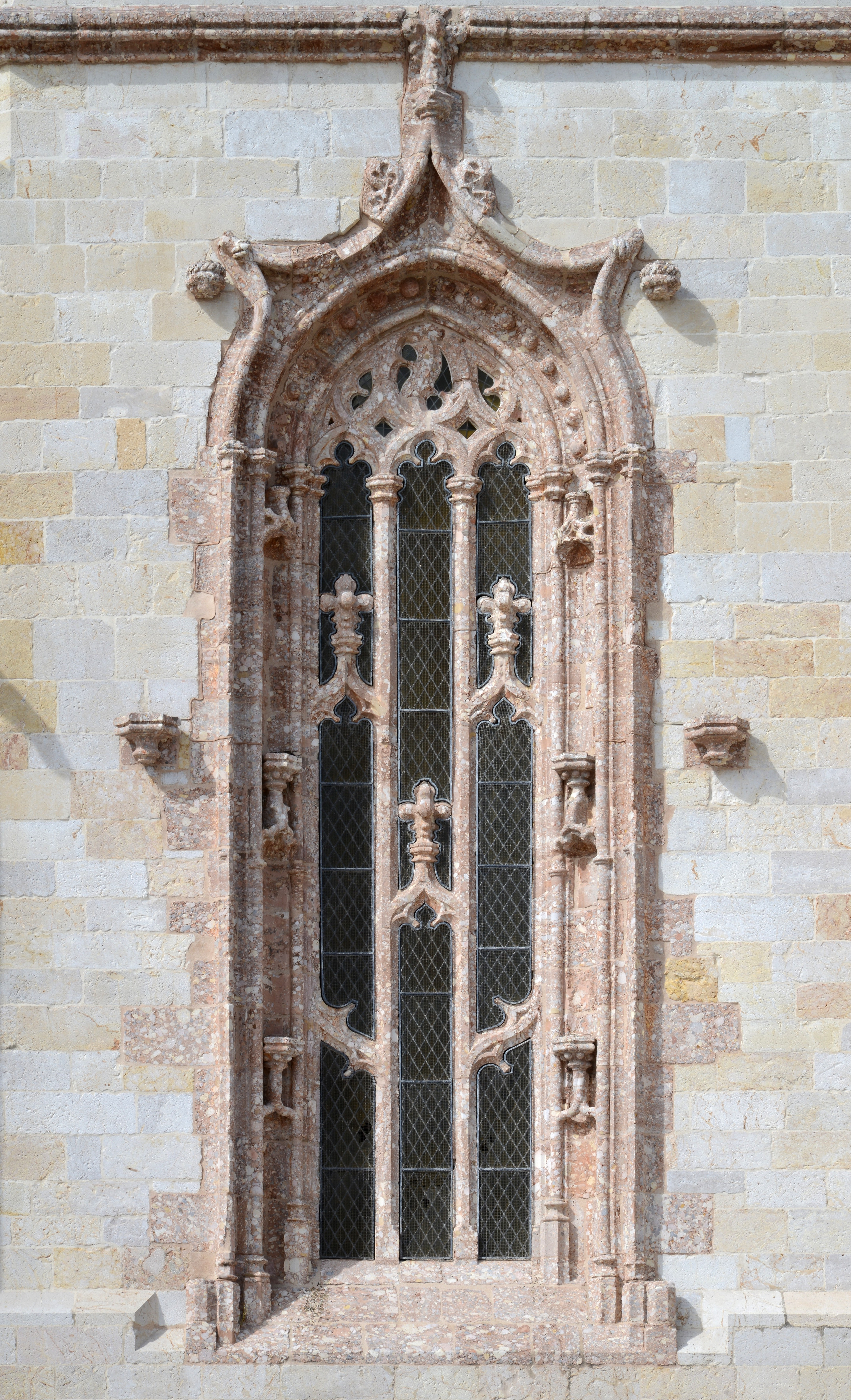
Hlavní okno apsidy klášterního kostela

Klášter založila kolem roku 1490 před městskými hradbami Setúbalu Justa Rodrigues Pereirová, šlechtična působící na portugalském královském dvoře. Po roce 1491 začal sponzorovat stavbu kláštera král Jan II. Práce řídil Diogo de Boitaca (nebo Boytac), architekt neznámého původu, snad Francouz. Po smrti Jana II. v roce 1495 král Manuel I. pokračoval v podpoře stavby prostřednictvím každoroční platby Boitacovi za jeho práci na kostele.
Většina kostela byla postavena v letech 1490 až 1495 a v roce 1496 již v klášteře bydlely jeptišky řádu klarisek. Po roce 1495 za Manuela I. byla loď kostela zaklenuta kamennou klenbou, která nahradila původně plánovaný dřevěný strop. Předpokládá se, že v roce 1510 nařídil král Manuel I. přestavět apsidu kostela, ačkoli to některé prameny zpochybňují. Zakladatelka Justa Rodrigues Pereirová a její rodina jsou pohřbeni v kryptě kostela, která se nachází v presbytáři (hlavní kapli).
V první půlce 16. století Jorge de Lencastre, levoboček krále Jana II. a velmistr svatojakubského řádu, daroval klášteru velký pozemek u jeho jižní strany, zvaný Terreiro de Jesus (Ježíšovo náměstí). Pro klášterní chrám nechal také vytvořit elegantní kříž na počest patrona kláštera, Ježíše Krista. Ten dříve stával v kostele, nyní je umístěn venku před objektem.
Kostel a klášter byly těžce poškozeny velkým zemětřesením v roce 1755. Zemětřesení v letech 1531, 1858, 1909 a 1969 způsobila menší škody.
V roce 1992 organizace IGESPAR pod Ministerstvem kultury Portugalska prohlásila klášter za národní památku.

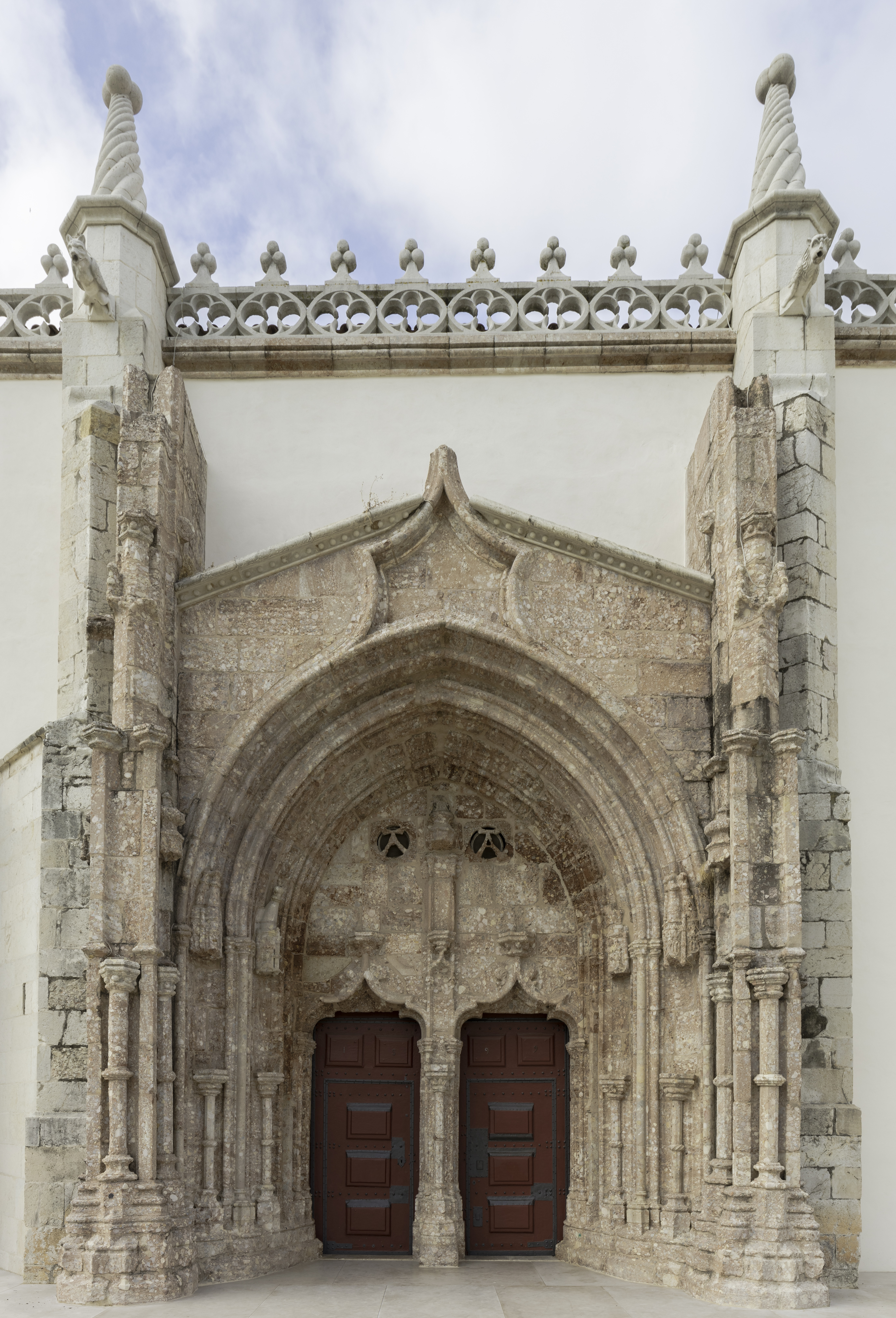
Portál

## Umění a architektura

### Exteriér
Kostel Kláštera Ježíšova, postavený v letech 1490 až 1510, je velmi významnou památkou portugalské architektury, protože je nejstarší známou stavbou, ve které byly použity prvky manuelského slohu.
Jižní fasáda kostela směřující k Ježíšovu náměstí je hlavním průčelím budovy. Při pohledu z náměstí spojuje kostel dva odlišné prostory: pravoúhlou loď a polygonální apsidu, vyšší než loď, umístěnou na východním konci budovy. Na západní straně průčelí je zvonice.
Stěny a klenby stropu kostela jsou podepřeny řadou stupňovitých přípor podél vnějších zdí lodi a apsidy. Každá přípora je zdobena chrliči a kroucenou fiálou, a stěny kostela mají nahoře ozdobné cimbuří. Hlavní portál se nachází uprostřed jižní fasády a byl tím prvkem fasády, který byl vybudován naposledy. Výrazný portál zůstal nedokončený a má několik archivolt s prázdnými výklenky. Tympanon je zdoben dvěma písmeny „A" vloženými do „O" a sloupek rozděluje vstup na dva menší portály s dvojitým obloukem. Jižní stranu apsidy zdobí krásné velké sloupkové okno s pozdně gotickou kružbou.

### Interiér

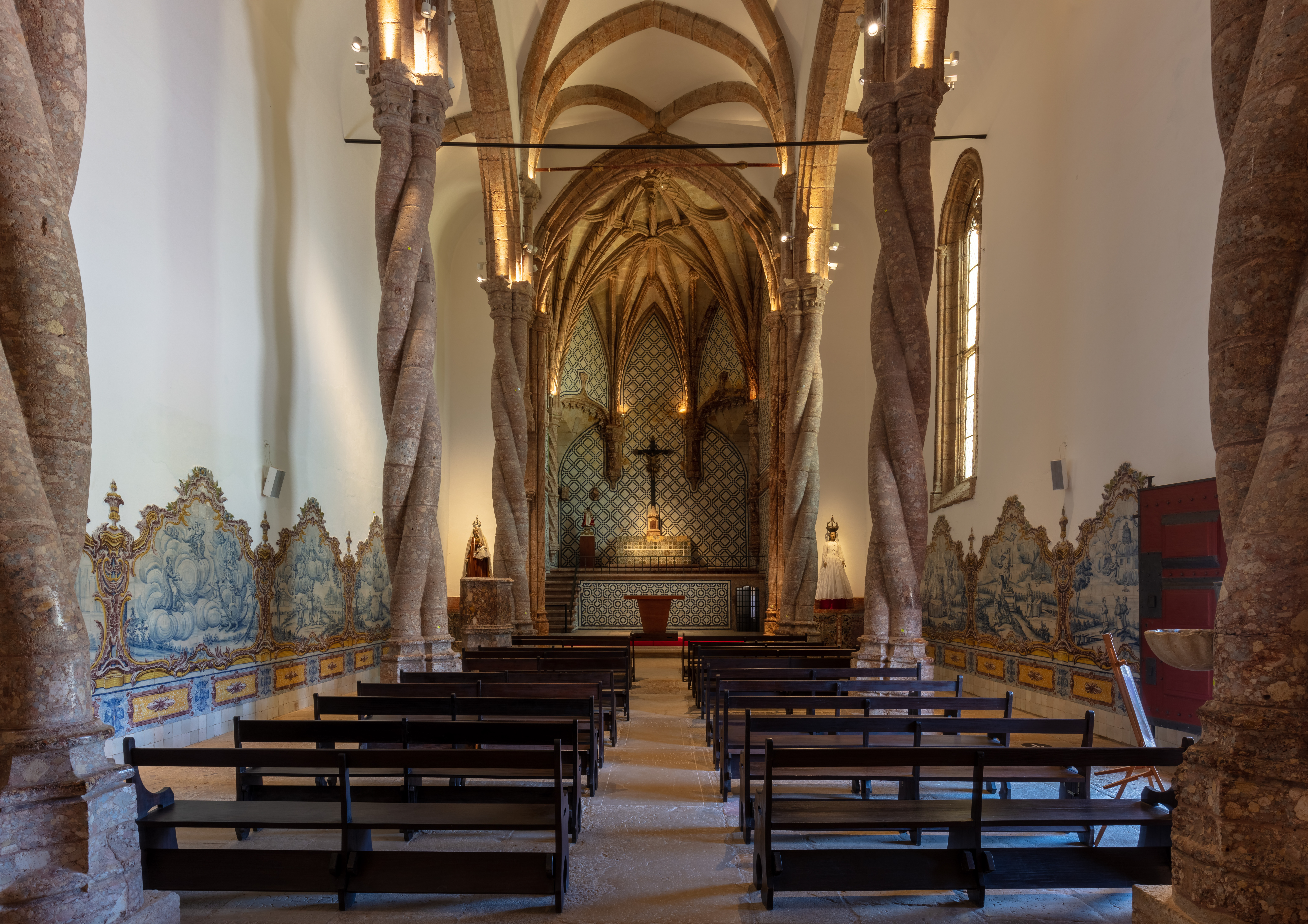
Loď kostela

Kostel je poměrně úzký a skládá se z hlavní lodi a dvou bočních lodí stejné výšky, které sjednocují vnitřní prostor jako v halovém kostele, což je znak, který přebraly pozdější manuelské chrámové prostory, jako je loď lisabonského kláštera jeronymitů. Každý pilíř lodi, podpírající špičatý oblouk, se skládá ze tří propletených pramenů z hrubé žuly. Tyto spirálovité sloupy, vyrobené z brekcie ze Serra da Arrábida jsou typické i pro pozdější manuelské budovy, jako je katedrála v Guardě. Boční lodě jsou vybaveny klenbami.
Hlavní kaple (presbytář) kostela má čtvercový tvar. Kryje ji bujná pozdně gotická hvězdicová žebrová klenba s ozdobnými bosážemi. Některá žebra klenby mají tvar krouceného lana, opět předjímající časté téma manuelovských kleneb po celé zemi. Hlavní oltář a kazatelna pocházejí z 18. století.

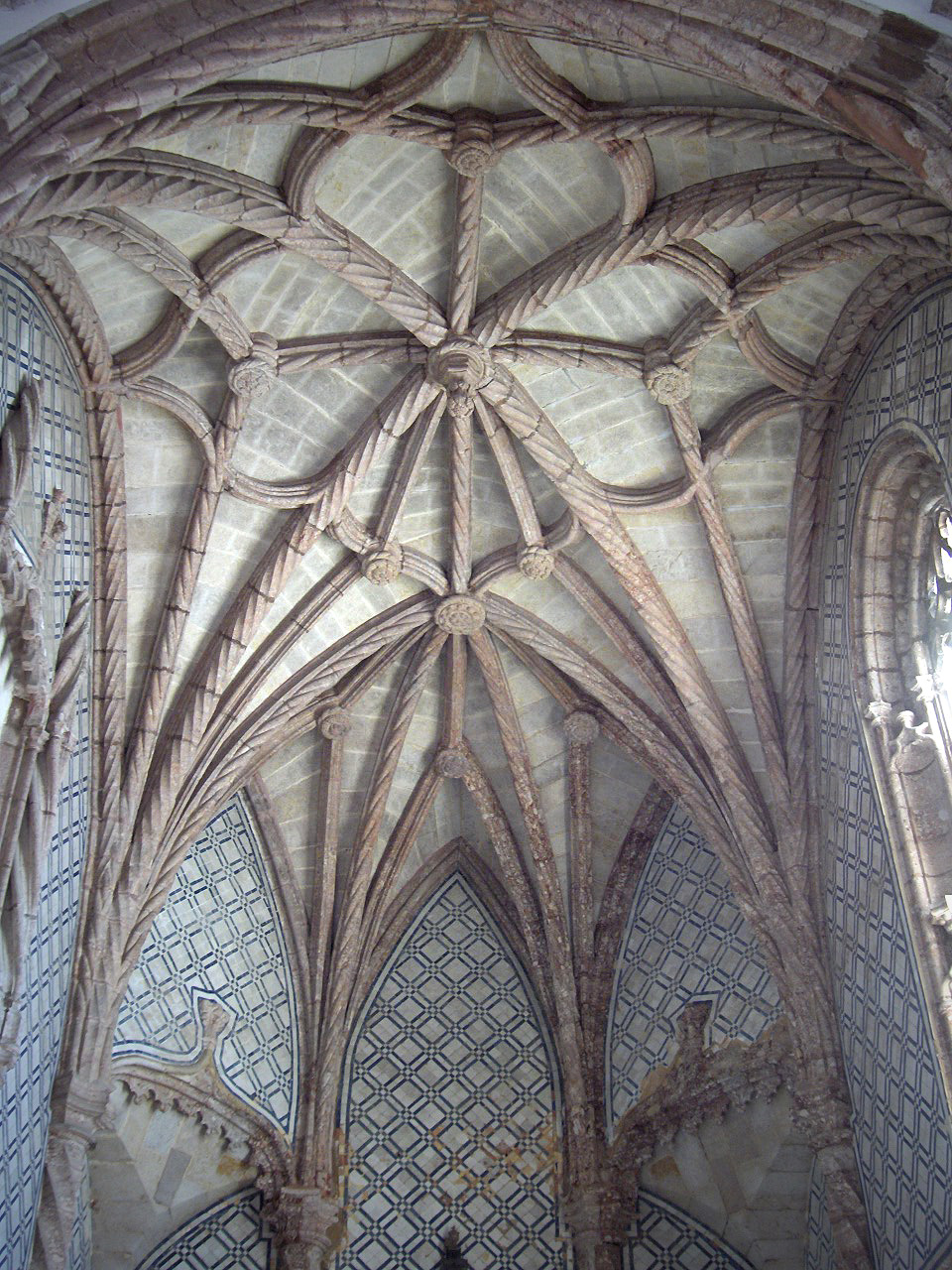
Složitá manuelská žebrová klenba hlavní kaple

Vnitřní stěny apsidy zdobí modrobílé dlaždice (azulejos) ze 17. století s geometrickými vzory, zatímco azulejos na bočních stěnách kostela zobrazují výjevy ze života Panny Marie, ohraničené barevnými rámečky.

## Museu de Jesus
Přilehlý klášter se změnil na muzeum umění se špičkovou sbírkou vlámských a portugalských malířů z 15. a 16. století. Za krále Manuela I. (kolem roku 1520) byl kostel vyzdoben čtrnáctipanelovým malovaným oltářním obrazem od jednoho z hlavních portugalských renesančních umělců Jorga Afonsa. Oltářní obraz, jeden z nejlepších v Portugalsku, byl odstraněn z apsidy kostela v 18. století a nyní je vystaven v muzeu.
Další části sbírky tvoří archeologické nálezy, historické mince, staré dokumenty a knihy. Jedna část muzea je věnována Manuelu Marii Barbosa du Bocage, slavnému básníkovi 18. století narozenému v Setúbalu.